# 芜菁还阳参
芜菁还阳参（学名：Crepis napifera）是菊科还阳参属的植物，为中国的特有植物。分布在中国大陆的云南、四川、贵州等地，生长于海拔1,400米至3,300米的地区，常生长在山坡或河谷林下，目前尚未由人工引种栽培。

## 别名
丽江-支箭（云南种子植物名录），大一支箭